# Counter-Strike: Global Offensive
Counter-Strike: Global Offensive (skraćeno CS:GO) je taktička pucačina iz prvog lica razvijena od strane Hidden Path Entertainment i korporacije Valve.
To je četvrta igra u Counter-Strike serijalu. Counter-Strike: Global Offensive je lansiran na Windows, Xbox 360 i PlayStation 3 u avgustu 2012.godine, a verzija za Linux je objavljena u septembru 2014 godine.. Poseduje stare mape sa redizajniranim teksturama, kao i potpuno nove mape, rankove i modove. Igra je na lansiranju bila dobro prihvaćena od strane kritike, ali ne i od strane igrača.
27. Septembra 2023. godine Counter-Strike: Global Offensive je rebrendiran u novi naziv: Counter-Strike 2 (nazvan po Source 2 enginu). 
Staroj verziji igre (Global Offensive) može se pristupi skidanjem beta verzije pod nazivom csgo_legacy.

## Igra
Slično prethodnoj Counter-Strike igri, igrači igraju kao teroristi ili antiteroristi i moraju da završavaju zadatke, dok pokušavaju da eliminišu protivnički tim.
Igrači kupuju oružje i opremu na početku svake runde sa novcem koji je dodeljen na osnovu njihovog učinka. Ispunjeni ciljevi, kao što su, postavljanje bombe ili ubijanje neprijatelja igraču donose zaradu, ali negativni postupci, kao što su, pucanje u svog igrača ili taoca će dovesti do novčane kazne. Pored toga, kada se runda završava svi igrači dobijaju neku količinu novca, s tim što igrači u pobedničkom timu dobijaju znatno više. Counter-Strike: Global Offensive je dodao novo oružje i opremu koje niste imali priliku da vidite u prethodnim verzijama, od kojih su najvažnija zapaljiva bomba za obe strane. Ovo oružje pokriva malu površinu u vatri, koja šteti svakom ko prođe kroz nju.

### Modovi:

#### Competitive:
Najpopularniji mod igre Counter-Strike-a. U svakom timu je raspoređeno 5 igrača. Na početku svake runde, igrači mogu da kupe oružje i opremu od novca  kojim raspolažu i  izvrše zadatak. Glavni zadatak terorista je da postave bombu i da je čuvaju do trenutka eksplozije. Teroristi automatski pobeđuju ako je ceo tim kontra terorista eliminisan. Glavni ciljevi kontra terorista su da demontiraju bombu koju su postavili teroristi. Kontra teroristi automatski pobeđuju ako je ceo tim terorista eliminisan ili ako bomba nije postavljena u predviđenom roku (2 minuta). Prvi tim koji dođe do 16 dobijenih rundi pobeđuje.

#### Wingman:
Wingman je 2 vs 2 mod koji se igra na isti način kao competitive. Jedine razlike su to da se meč završava nakon 8 dobijenih rundi, a mape na kojima se wingman igra imaju samo jedno mesto za postavljane bombe. 

#### Arms Race:
Ovaj mod igrice zasnovan je na tome, da igrač bude nagrađen za svako drugo ubistvo sa novim oružjem, ili svako prvo, ako ubiju protivnika nožem ili ako ubiju najboljeg igrača iz protivničkog tima. Igrač sa najviše ubistava na kraju meča  dobija zlatni nož, kao finalno oružje i nakon ubistva bilo kog neprijatelja biva proglašen za pobednika meča. Takođe igraču se smanjuje nivo ukoliko igrača neprijatelj ubije nožem ili ukoliko igrač izvrši samoubistvo. 

#### Demolition:
Zasnovano na tome da je uklonjena opcija kupovine oružja i opreme. Umesto kupovine, igrači se nagrađuju oružjem, kada ubiju protivničkog igrača a svako dodatno ubistvo u toj rundi im poboljšava opremu za sledeću rundu. 

#### Deathmatch
Deathmatch je mod koji se sastoji od desetominutne partije sa nasumičnim stvaranjem igrača po mapi. Igrač koji ima najviše bodova kada tajmer dođe do kraja biva proglašen pobednikom. Bodovi se dobijaju ubijanjem protivnika. Ali ubistva različitim oružjima nose različit broj bodova. Na primer superiorne puške kao što su AK-47 ili M4A4 će donositi manje bodova po ubistvu od slabijih pušaka (UMP, PP Bizon,... ). Najviše bodova donosi ubistvo nožem a igrač takođe gubi bodove ako izvrši samoubistvo. 

#### Casual:
U svakom timu je raspoređeno 10 igrača.Na početku svake runde igrači već imaju kupljen pancir i šlem. Glavne razlike od Competitive moda pored broja igrača, su mogućnost posmatranja neprijatelja u realnom vremenu, trajanje runde (1minut i 55 sekundi) i mogućnost promene tima u toku meča. Prvi tim koji dođe do 8 dobijenih rundi pobeđuje.

## Razvoj
Global Offensive je realizovana kao modifikacija Counter-Strike:Source-a na Xbox Live Arkadama od strane Hidden Path Entertainment. Tokom razvoja, Valve je video priliku da se mogu okrenuti u punom luku i proširiti Counter-Strike igru. Global Offensive počeo je razvoj u Martu 2010.god. i bio otkriven javnosti 12. Augusta 2011. godine.

## Spoljašnje veze
- Zvanični sajt igre